# Timo Mäkinen
Timo Mäkinen (Helsinki, 18 maart 1938 – 4 mei 2017) was een Fins rallyrijder.

## Carrière

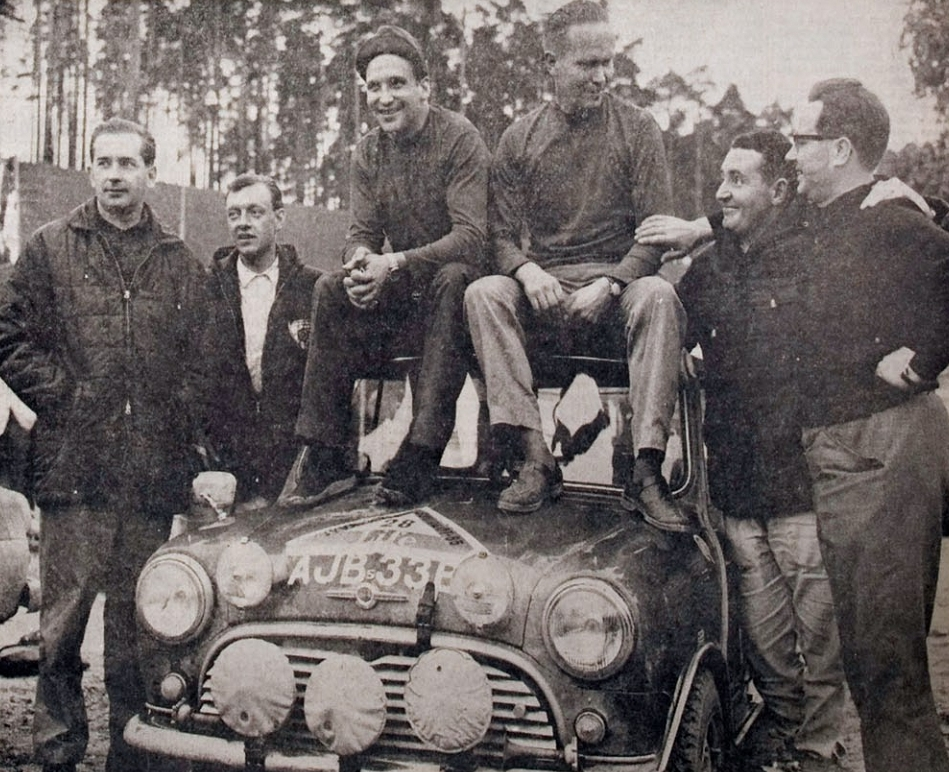
Mäkinen (derde van links) als winnaar van de Rally van Finland met de Mini Cooper in 1965

Timo Mäkinen debuteerde in 1957 in de rallysport, en nam in 1959 voor het eerst deel aan de Rally van Finland. Hij profileerde zich gedurende de vroege jaren zestig in rap tempo, en werd fabrieksrijder bij de British Motor Corporation (BMC), actief in Austin-Healey's en later ook Mini Coopers. Met de grote Austin-Healey eindigde hij tweede tijdens de Rally van Groot-Brittannië (RAC Rally) in 1964 en 1965. Met de veel kleinere Mini kwam zijn eerste internationale overwinning tijdens de Nederlandse Tulpenrallye in 1964, al werd dit officieel bestempeld als een klasse-overwinning, en werd hij niet gezien als een algemeen winnaar. Groter succes kwam er met het winnen van de Rally van Monte Carlo in 1965, en later dat jaar ook zijn eerste overwinning in de Rally van Finland, die hij uiteindelijk ook in 1966 en 1967 op zijn naam zou schrijven. In het laatstgenoemde jaar moest hij de legendarische 'Ouninpohja' klassementsproef doorstaan met een open motorkap. Aangezien zijn helm te groot was om geheel door het kleine raampje van de Mini Cooper te passen, koos hij ervoor om vrijwel continu de bochten zijwaarts aan te grijpen. Hij zette een derde tijd neer op de proef, en zou de rally uiteindelijk dus winnen. Mäkinen is ook een drievoudig Fins rallykampioen.
Door een overstap naar Ford, en actief met het Ford Escort-model, kwam er in de jaren zeventig weer succes voor Mäkinen. In 1973 werd het wereldkampioenschap rally geïntroduceerd, en Mäkinen won daarin voor de vierde en laatste keer de Rally van Finland en in november van dat jaar ook voor het eerst de Rally van Groot-Brittannië, terwijl hij de 1974 en 1975 edities van het evenement achtereenvolgend ook op zijn naam schreef. Mäkinen bleef gedurende de jaren zeventig doorgaans met Ford actief, maar maakte ook optredens voor Peugeot, grotendeels in de langeafstandswedstrijden, en Fiat. Hij beëindigde zijn actieve rallycarrière in 1981.
Mäkinen keerde in 1994 kortstondig terug, deelnemend in Monte Carlo, om met Mini het 30-jarig jubileum van Paddy Hopkirks overwinning uit 1964 te vieren.

## Complete resultaten in het wereldkampioenschap rally

### Overwinningen
| Nr. | Seizoen | Rally                       | Navigator    | Auto               |
| --- | ------- | --------------------------- | ------------ | ------------------ |
| 1   | 1973    | 23rd 1000 Lakes Rally       | Henry Liddon | Ford Escort RS1600 |
| 2   | 1973    | 29th Daily Mirror RAC Rally | Henry Liddon | Ford Escort RS1600 |
| 3   | 1974    | 30th Lombard RAC Rally      | Henry Liddon | Ford Escort RS1600 |
| 4   | 1975    | 31st Lombard RAC Rally      | Henry Liddon | Ford Escort RS1800 |

### Overzicht van deelnames
| Seizoen | Inschrijving                              | Auto                 | 1      | 2      | 3      | 4      | 5      | 6      | 7      | 8      | 9      | 10     | 11     | 12     | 13  | Pos. | Punten |
| ------- | ----------------------------------------- | -------------------- | ------ | ------ | ------ | ------ | ------ | ------ | ------ | ------ | ------ | ------ | ------ | ------ | --- | ---- | ------ |
| 1973    | Ford Motor Co Ltd.                        | Ford Escort RS1600   | MON 11 | ZWE    | POR    | KEN NF |        |        |        | FIN 1  | OOS    | ITA    | VST    |        |     | -    | -      |
| 1973    | Milk Marketing Board - Ford Motor Co Ltd. | Ford Escort RS1600   |        |        |        |        |        |        |        |        |        |        |        | GBR 1  | FRA | -    | -      |
| 1973    | Automobiles Peugeot                       | Peugeot 504          |        |        |        |        | MAR NF | GRI    | POL    |        |        |        |        |        |     | -    | -      |
| 1974    | Marshalls East Africa Ltd.                | Peugeot 504          | POR    | KEN NF |        |        |        |        |        |        |        |        |        |        |     | -    | -      |
| 1974    | Ford Motor Co Ltd.                        | Ford Escort RS1600   |        |        | FIN 2  | ITA    | CAN    | VST    | GBR 1  | FRA    |        |        |        |        |     | -    | -      |
| 1975    | Marshalls East Africa Ltd.                | Peugeot 504          | MON    | ZWE    | KEN NF | GRI    |        |        |        |        |        |        |        |        |     | -    | -      |
| 1975    | Automobiles Peugeot                       | Peugeot 504          |        |        |        |        | MAR 5  | POR    |        |        |        |        |        |        |     | -    | -      |
| 1975    | Ford Motor Co Ltd.                        | Ford Escort RS1600   |        |        |        |        |        |        | FIN 3  | ITA NF | FRA    |        |        |        |     | -    | -      |
| 1975    | Allied Polymer Group                      | Ford Escort RS1800   |        |        |        |        |        |        |        |        |        | GBR 1  |        |        |     | -    | -      |
| 1976    | Ford Motor Co Ltd.                        | Ford Escort RS1800   | MON NF | ZWE    | POR    |        |        | MAR NF | FIN 4  | ITA    |        | GBR NF |        |        |     | -    | -      |
| 1976    | Marshalls East Africa Ltd.                | Peugeot 504 V6 Coupé |        |        |        | KEN NF | GRI    | MAR    | FIN    | ITA    |        |        |        |        |     | -    | -      |
| 1976    | Automobiles Peugeot                       | Peugeot 104 ZS       |        |        |        |        |        |        |        |        | FRA NF |        |        |        |     | -    | -      |
| 1977    | Fiat S.p.A.                               | Fiat 131 Abarth      | MON    | ZWE NF | POR    |        |        |        | FIN NF | CAN NF | ITA    |        | GBR 11 |        |     | -    | -      |
| 1977    | Marshalls East Africa Ltd.                | Peugeot 504 V6 Coupé |        |        |        | KEN NF | NZL    | GRI    |        |        |        |        |        |        |     | -    | -      |
| 1977    | Automobiles Peugeot                       | Peugeot 104 ZS       |        |        |        |        |        |        |        |        |        | FRA NF |        |        |     | -    | -      |
| 1978    | Marshalls East Africa Ltd.                | Peugeot 504 V6 Coupé | MON    | ZWE    | KEN NF |        |        |        |        |        |        |        |        |        |     | -    | -      |
| 1978    | Automobiles Peugeot                       | Peugeot 104 ZS       |        |        |        | POR 7  | GRI    | FIN    | CAN    | ITA    |        |        |        |        |     | -    | -      |
| 1978    | Automobiles Peugeot                       | Peugeot 504 V6 Coupé |        |        |        |        |        |        |        |        | IVK 2  | FRA    | GBR    |        |     | -    | -      |
| 1979    | Marshalls East Africa Ltd.                | Peugeot 504 V6 Coupé | MON    | ZWE    | POR    | KEN NF | GRI    | NZL    |        |        |        |        |        |        |     | -    | 0      |
| 1979    | Automobiles Peugeot                       | Peugeot 504 V6 Coupé |        |        |        |        |        |        |        |        |        |        |        | IVK NF |     | -    | 0      |
| 1979    | Toyota Team Europe                        | Toyota Celica 2000GT |        |        |        |        |        |        | FIN NF | ITA    | CAN    | FRA    | GBR    |        |     | -    | 0      |
| 1980    | BMW France                                | BMW 320i             | MON 14 | ZWE    | POR    | KEN    |        |        |        |        |        |        |        |        |     | 35   | 7      |
| 1980    | Automobiles Peugeot                       | Peugeot 504 V6 Coupé |        |        |        |        | GRI 10 | ARG NF |        |        |        |        |        |        |     | 35   | 7      |
| 1980    | Timo Mäkinen Racing                       | Triumph TR7 V8       |        |        |        |        |        |        | FIN 22 | NZL    | ITA    | FRA    |        |        |     | 35   | 7      |
| 1980    | Rothmans Rally Team                       | Ford Escort RS1800   |        |        |        |        |        |        |        |        |        |        | GBR 6  | IVK    |     | 35   | 7      |
| 1981    | Marshalls East Africa Ltd.                | Peugeot 504 V6 Coupé | MON    | ZWE    | POR    | KEN NF | FRA    | GRI    | ARG    | BRA    | FIN    | ITA    | IVK    | GBR    |     | -    | 0      |
| 1994    | Timo Mäkinen                              | Rover Mini Cooper    | MON NF | ZWE    | POR    | KEN    | FRA    | GRI    | ARG    | NZL    | FIN    | AUS    | ITA    | SPA    | GBR | -    | 0      |

#### Noot
- Het Wereldkampioenschap rally concept van 1973 tot en met 1976, hield in dat er enkel een kampioenschap open stond voor constructeurs.
- In de seizoenen 1977 en 1978 werd de FIA Cup for Drivers georganiseerd. Hierin meegerekend alle WK-evenementen, plus 10 evenementen buiten het WK om.

## (Overige) Internationale overwinningen
| Jaar | Rally                                    | Navigator       | Auto                 |
| ---- | ---------------------------------------- | --------------- | -------------------- |
| 1964 | 16th Tulip Rally                         | Tony Ambrose    | Morris Mini Cooper S |
| 1965 | 34ème Rallye Automobile de Monte-Carlo   | Paul Easter     | Morris Mini Cooper S |
| 1965 | 15th 1000 Lakes Rally                    | Pekka Keskitalo | Morris Mini Cooper S |
| 1966 | 16th 1000 Lakes Rally                    | Pekka Keskitalo | BMC Mini Cooper S    |
| 1966 | 4th Three Cities Rally (3-Städte-Rallye) | Paul Easter     | BMC Mini Cooper S    |
| 1967 | 17th 1000 Lakes Rally                    | Pekka Keskitalo | BMC Mini Cooper S    |
| 1972 | ? Hong Kong Rally                        | Henry Liddon    | Ford Escort RS1600   |
| 1973 | 8th Arctic Rally                         | Erkki Salonen   | Ford Escort RS1600   |
| 1974 | 6ème Rallye Côte d'Ivoire                | Henry Liddon    | Ford Escort RS1600   |
| 1976 | 8ème Rallye Côte d'Ivoire                | Henry Liddon    | Peugeot 504 V6       |